# Surinamestraat (Den Haag)
De Surinamestraat in de Archipelbuurt in Den Haag is gesitueerd tussen de Javastraat en de Laan Copes van Cattenburch, ten noorden van het Nassauplein. Er wonen veel particulieren in de Surinamestraat, maar er zijn ook enkele ambtswoningen en ambassades.
De Surinamestraat heeft over bijna de gehele lengte een brede groenstrook in het midden met  kastanjebomen. Er staan replica's van oude lantaarnpalen. De Surinamestraat is gebruikt voor het opnemen van films, zoals Eline Vere, Prins Alexander (over de zoon van koning Willem III), De aanslag en Zwartboek. De straat wordt gekenmerkt door de uitbundige eclectische stijl van de bebouwing die uit 1881 tot 1905 dateert en nog vrijwel onaangetast is. Nagenoeg alle panden hebben een monumentale status. Verder wordt de straat gekenmerkt door de originele en ruime koetskeerplekken uit 1881 in het plantsoen. 

## Geschiedenis
De Surinamestraat is in 1881 als onderdeel van de stadsuitbreiding aangelegd, tegelijkertijd met de Atjehstraat, de Bonistraat, de Celebesstraat, de Timorstraat en de Paramaribostraat. Veel verlofgangers en gepensioneerden uit de Oost kochten hier een huis. Om de Surinamestraat aan te kunnen leggen werden enkele arbeiderswoningen van de Laan van Schuddegeest afgebroken.
Gedurende de Tweede Wereldoorlog lag de Surinamestraat in het Haagse Sperrgebiet. De huizen kwamen leeg te staan en het hout werd er vaak uitgesloopt.

## Surinamestraat 20

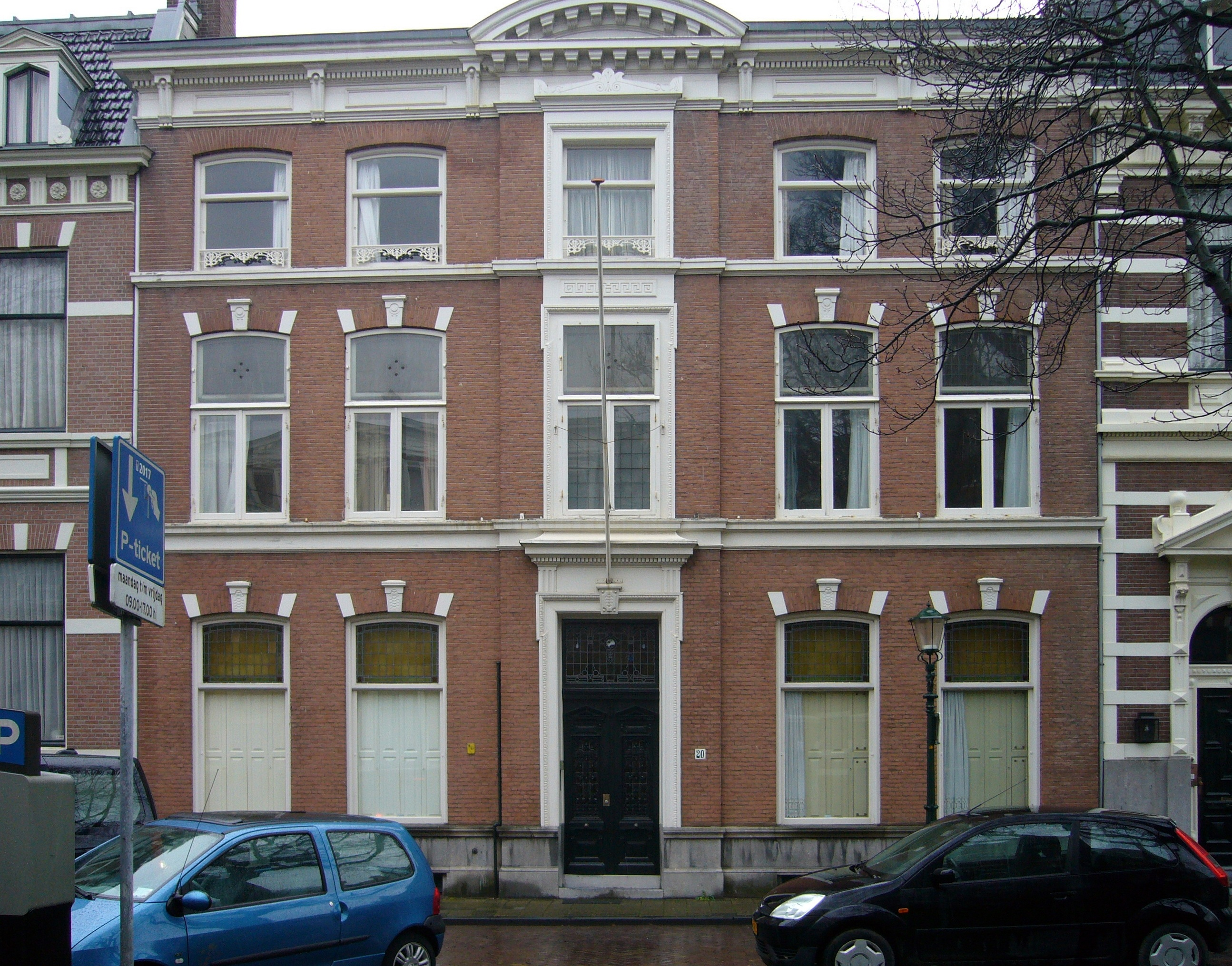
Surinamestraat 20

Jarenlang was dit gemeentelijk monument de residentie van de Egyptische ambassadeur. Het werd in 1883 gebouwd door de vader van Louis Couperus. Louis Couperus woonde in de Surinamestraat tot 1891. In de achterkamer op de eerste verdieping schreef hij zijn debuutroman Eline Vere.
De 'Stichting Couperushuis Surinamestraat' heeft geprobeerd het pand of een deel ervan in te richten als museum. Toen dat niet lukte werd de stichting opgeheven. Aan het begin van de straat staat sinds 1963 een borstbeeld van de bekende schrijver.